# 林漢傑
林漢傑（1984年3月22日—），台灣旅日圍棋棋手，現為八段，隸屬於日本棋院。出身於林海峰門下。配偶亦為圍棋職業棋手鈴木步七段。

## 人物
- 2013年6月與鈴木步結婚。[2]
- 2014年6月9日長女出生。

## 升段過程
- 2000年 初入段
- 2000年 晉升二段。
- 2001年 晉升三段。
- 2002年 晉升四段。
- 2003年 晉升五段。
- 2005年 晉升六段。
- 2010年 晉升七段（打進第36期名人戰循環圈[3]）。
- 2018年 晉升八段。

## 主要戰績
- 2002年 進入第27期棋聖戰最終預選。
- 2003年 達成100勝。
- 2008年 達成200勝。
- 2010年 打進第36期名人戰循環圈[3]。
- 2011年 獎金排名第12位。
- 2012年 第21期日本龍星戰亞軍。
- 2014年 進入第62期王座戰挑戰者決定戰。
- 2018年 獲得第1回SGW杯中庸戰冠軍。

## 外部連結
- （日語） 林　漢傑 | 棋士 | 囲碁の日本棋院 （页面存档备份，存于）